# Еписхаузен
Еписхаузен (њем. Eppishausen) општина је у њемачкој савезној држави Баварска. Једно је од 52 општинска средишта округа Унтералгој. Према процјени из 2010. у општини је живјело 1.828 становника. Посједује регионалну шифру (AGS) 9778134.

## Географски и демографски подаци
Еписхаузен се налази у савезној држави Баварска у округу Унтералгој. Општина се налази на надморској висини од 550 метара. Површина општине износи 39,5 km². У самом мјесту је, према процјени из 2010. године, живјело 1.828 становника. Просјечна густина становништва износи 46 становника/km².